# Universal Tonality
Universal Tonality ist ein Jazzalbum von William Parker. Die am 14. Dezember 2002 im Veranstaltungsort Roulette, Lower Manhattan, New York City, entstandenen Aufnahmen erschienen am 30. September 2022 auf AUM Fidelity/Centering Records. Universal Tonality ist außerdem der Titel, den der Biograf Cisco Bradley für sein Buch über William Parkers Leben und Werk gewählt hat.

## Hintergrund
Im Jahr 2002 war der Bassist William Parker 50 Jahre alt und bereits eine etablierte Führungspersönlichkeit, notierte Angelo Leonardi. In den letzten zehn Jahren hatte er sich in der Avantgarde-Szene an der Spitze seiner eigenen Ensembles etabliert, insbesondere mit In Order to Survive und The Little Huey Creative Music Orchestra, das im Juni 1998 in Verona sein Debüt in Europa gab. Die Archivaufnahme Universal Tonality dokumentiert eine Aufführung, die im Dezember 2002 im Roulette in Manhattans Tribeca-Viertel stattfand; es war eines der letzten Konzerte im ursprünglichen Loft des Veranstaltungsortes. Parker lud 16 Musiker unterschiedlichen Alters, unterschiedlicher Kulturen und Hintergründe ein, mit ihm an einem Experiment des „Gemeinsamen Atmens“ teilzunehmen, schrieb Jim Hynes. Dieses Konzept entstand aus einer Aufführung mit Improvisatoren unterschiedlicher Herkunft in Philadelphia, bei der er mit verschiedenen Improvisatoren mit einer Gruppe von Didgeridoo-Spielern und einer Truppe von Cherokee-Tänzern zusammengearbeitet hatte. „Die universelle Tonalität“ – schreibt Parker in den Liner Notes – „ist der Beginn des Klangs als Metapher für alles Schöne“.
Parker notierte die Partitur für alle sechs Kompositionen (drei pro CD), hat aber die Interpretation den Teilnehmern völlig freigestellt. Die Musiker hatten sich für ein offenes Konzept entschieden, das stark durch die eingefügten Lesungen und den Gesang von Leena Conquest dominiert wird. Texte und persönliche Schriften von Parker standen ihr zur Verfügung, aber sie hatte auch die Freiheit, darauf in einer Weise zurückzugreifen, wie sie es für richtig hielt. Parker gab den Musikern folgende Anweisung:
„Dort weht eine sanfte Brise durch das Fenster. Eine Feder schwebt im sanften Luftstrom herein. Wenn die Feder den Boden berührt, beginnt die Musik. Es wird nichts gesagt. Es gibt keine Tonarten, keine Akkordwechsel, Modi oder Notationen.“
Die Musiker, die bei dem Konzert vertreten waren, stammten aus verschiedenen Aspekten seiner Karriere. Billy Bang und Daniel Carter spielten in der Loft-Ära mit Parkers Gruppe The Music Ensemble; Jerome Cooper spielte ebenfalls in dieser Gruppe und in The Revolutionary Ensemble. Roger Blank tat sich mit Parker in einem anderen Kollektiv der 70er Jahre zusammen, dem Melodic Art-Tet. Jason Kao Hwang, der nach wie vor produktiv ist, arbeitete mit Parker Anfang der 80er Jahre, während Dave Burrell und der 2021 verstorbene Grachan Moncur III entscheidende Avantgardisten der 1960er-Jahre waren. Moncur spielte in den 90er Jahren auch in Parkers kleiner Gruppe In Order to Survive, während Burrell weiterhin mit Parker zusammenarbeitete. Rob Brown, Steve Swell, Joe Morris und Jin Hi Kim arbeiteten seit den 1990er-Jahren mit ihm zusammen und blieben auch in späteren Jahren seinen Gruppen verbunden. Dies war einer der frühesten Auftritte von Gerald Cleaver, der auch in den folgenden Jahren noch ein häufiger Mitarbeiter Parkers blieb. Miya Masaoka und Cale Brantley waren Musiker, deren Arbeit Parker schätzte, und sie spielten hier zum ersten Mal mit ihm.

## Titelliste
- William Parker: Universal Tonality (Centering Records CENT 1030)[4]

CD 1
1. Tails of a Peacock 10:58
2. Cloud Texture (Death Has Died Today) 31:04
3. Leaves Gathering (Headed Back to Tree) 20:36

CD 2
1. Silver Sunshine 10:15
2. All Entrances (It Is for You the Sun Rises) 11:03
3. Open System One 26:01

Die Kompositionen stammen von William Parker.

## Rezeption

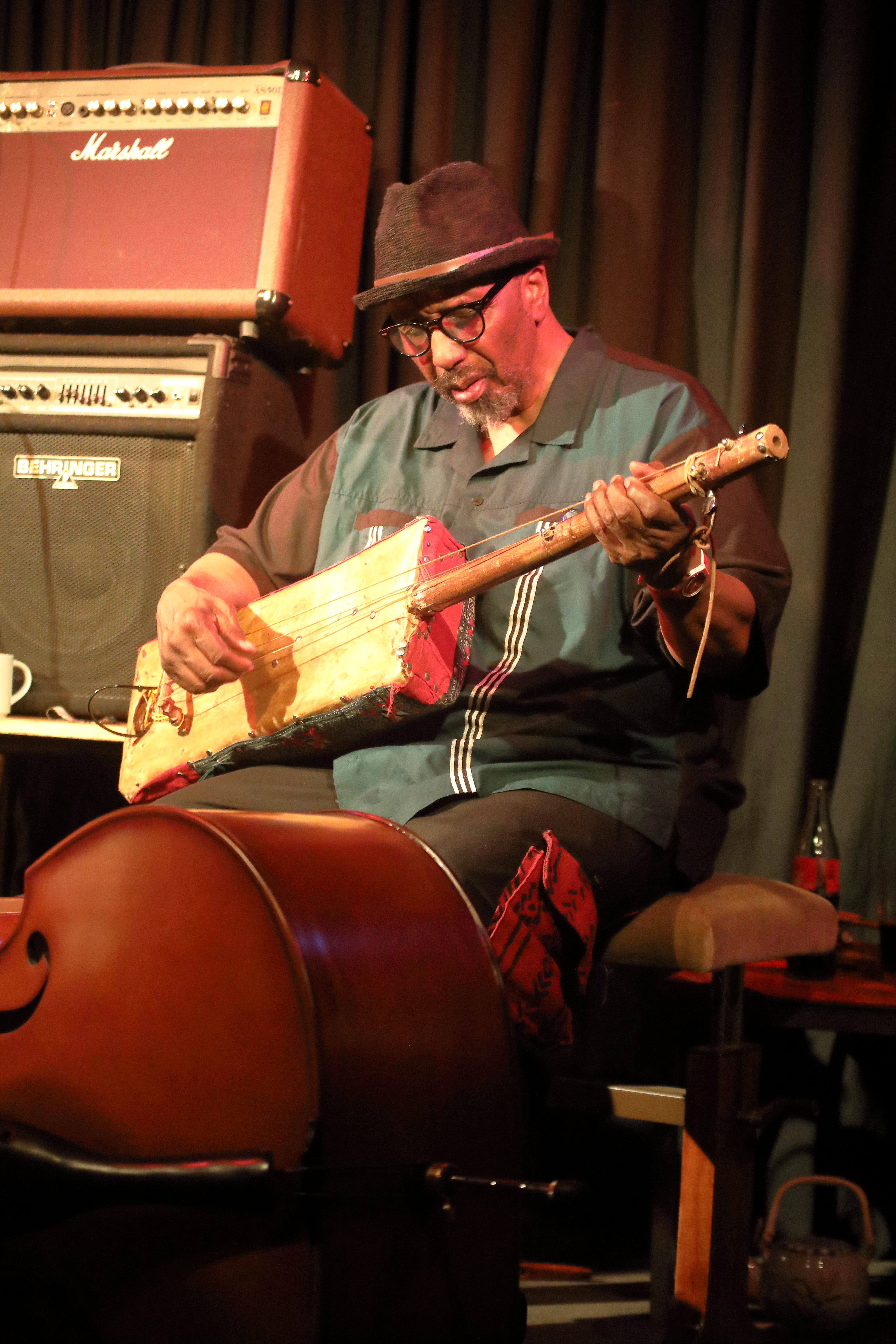
William Parker bei einem Auftritt im Club W71 Weikersheim (2019)

Die Veröffentlichung des Archivmaterials wurde von der Jazzkritik einhellig positiv aufgenommen; Thom Jurek verlieh dem Album in Allmusic viereinhalb Sterne.
Nach Ansicht von Angelo Leonardi, der das Album in der italienischen Ausgabe von All About Jazz rezensierte, habe Parker für sich einen kreativen Weg im Gleichgewicht zwischen Form und Freiheit entwickelt, der die ästhetischen Koordinaten seiner Kunst bestätige. Vibrierender Klang mit starker evokativer Kraft, modaler harmonischer Prägung, lange iterative Sequenzen mit individuellen und kollektiven Interventionen freier Prägung, Veränderung von Dynamik, deklamierte oder gesungene poetische Texte mit Identität oder spirituellem Inhalt. Parkers düsteres und mächtiges Kontrabassspiel sei der Schwerpunkt des Ganzen. Besonders in dieser Aufführung erfolge die effektvolle Veredelung des musikalischen Geschehens durch ethnische Instrumente wie der koreanischen Komungo, der japanischen Koto und des afrikanischen Balafon. Einer der letzteren Stücke („Open System One“) gehöre auch zu den einnehmendsten: ein furioses freies Spiel, das den 60er-Jahren entsprungen zu sein scheint und sich mit meisterhaftem rhythmischem Schub für 20 Minuten entlädt, bis zum stimmungsvollen gesungenen Schluss.
Jim Hynes schrieb im Glide Magazine, manchmal, wie in „Cloud Texture“, böten Parker und Sängerin Leena Conquest dramatische Vignetten, in diesem Fall eine Begegnung zwischen Parkers Vater und dem Ku Klux Klan im Süden der Vereinigten Staaten sowie wie sich sein Vater und seine Mutter vor der Kulisse der USA trafen und sich in der Swing-Ära verliebten, was sich [musikalisch] auf Ikonen wie Duke Ellington, Count Basie und Johnny Hodges bezieht. Andere Abschnitte seien voller [musikalischer] Bilder wie „Leaves Gathering“; dies sei ein brillantes, provokantes, einzigartiges Material, das vom Zuhörer verlange, konzentriert zuzuhören, wie es die Musiker an diesem Abend taten. Von Zeit zu Zeit werde man jedoch über den Geist und die Wärme der Botschaften staunen. Viele der Texte seien enorm optimistisch und inspirierend, wie „Hoffnung ist unerbittlich“ in „Tails of a Peacock“ und „Die einzige Wahrheit ist das, was in dir steckt“ in „Cloud Texture“. Die Musik sei freie Spielform in ihrer extremsten Weise. Nach Ansicht des Autors sind dem gegenüber die Archivveröffentlichungen von Sun Ra und His Arkestra aus dem Jahr 2016, At Inter Media Arts, April 1991 und The Space Age Is Here to Stay, mit der Sängerin June Tyson, die in ihrem Gesang Conquest ähnle, der einzige brauchbare Bezugspunkt für diese Art von Musik mit dem großen Ensemble mit Sängern, doch Ras Musik sei viel strukturierter als diese Parker-Performance.

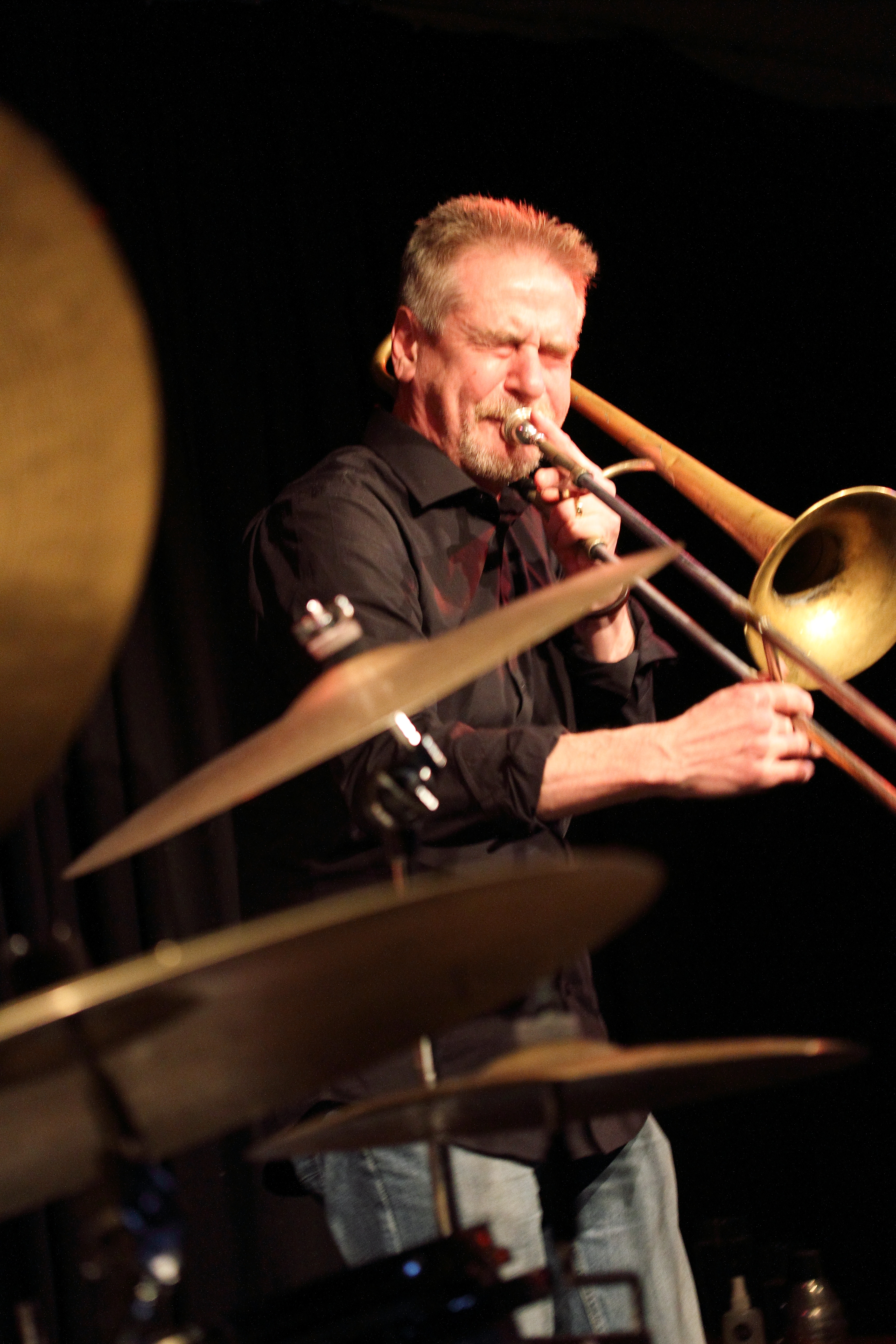
Steve Swell im Konzert mit Peter Brötzmann und Paal Nilssen-Love im Club W71 (2016)

Die Mischung aus Komposition und aktueller Inspiration, eine vielfältige Instrumentalbesetzung, darunter Koto, Balafon, Kŏmungo, Shakuhachi und Violine, die traditionellere Einschlüsse begleiten, und kollektive Bemühungen, die zu etwas viel mehr als der Summe ihrer Einzelteile würden [zum Dokument] einer Aufführung führen, die man sich nicht entgehen lassen sollte, schrieb Dave Sumner in Bandcamp. Besonders berührend sei Leena Conquests Gesangsbeitrag auf „Cloud Texture (Death Has Died Today)“. Unter den veröffentlichten Archivaufnahmen der letzten Zeit sei Universal Tonality ein Muss.
John Garratt gab in Pop Matters den Hinweis, man solle die analytische Seite des Verstandes von Anfang an abschalten und sich vom Klang der Musik überwältigen lassen. Da es sich um ein so umfangreiches Hörerlebnis handle, würde Universal Tonality nicht zu lange an einem Ort verweilen. Es gebe Momente von Ornette-Coleman-inspiriertem Krach, ruhige, aber angespannte Momente köchelnder Action und fast alles dazwischen. „Cloud Texture“, mit 31 Minuten der längste Track, mische diesen Sound und die dynamischste Vielfalt am besten; umgekehrt enthalte der Eröffnungstitel „Tails of a Peacock“ nur Steve Swell an der Posaune, Parker am Bass und Jerome Cooper am Schlagzeug. Aber egal, ob der Sound von drei Musikern oder 17 Musikern gefüllt wird, es werde alles im selben Geist der Freiheit und musikalischer Telepathie aufgeführt. Wenn man bei William Parker „A sagt“, so der Autor, „muss man auch B sagen.“ Es sei nicht verständlich, dass Parker ein Werk solcher Güte zwanzig Jahre lang zurückgehalten und nicht veröffentlicht habe.